# Lijst van gasten in De Perstribune
Dit is een lijst van gasten in het Nederlandse radioprogramma De Perstribune. Het programma wordt uitgezonden op NPO Radio 1.

## 2010
| Uitzending        | Mediagast                        | Sportgast                           |
| ----------------- | -------------------------------- | ----------------------------------- |
| 5 september 2010  | Robert ten Brink                 | Maurits Hendriks                    |
| 12 september 2010 | Wibo van de Linde                | Kenneth Pérez                       |
| 26 september 2010 | Alex de Vries                    | Theo van Duivenbode                 |
| 3 oktober 2010    | Ton F. van Dijk                  | Winston Bogarde                     |
| 10 oktober 2010   | Viola Holt                       | Mario van der Ende                  |
| 17 oktober 2010   | Bas van Werven                   | Mart Smeets                         |
| 24 oktober 2010   | Sonja Barend                     | Renate Groenewold                   |
| 31 oktober 2010   | Arie Boomsma                     | Jan Ykema                           |
| 14 november 2010  | Henk van der Horst               | Klaas Nuninga                       |
| 21 november 2010  | Antoine Bodar                    | Ard Schenk                          |
| 28 november 2010  | Erik van Stade                   | Keje Molenaar                       |
| 5 december 2010   | Dieuwertje Blok                  | Hein Vergeer                        |
| 12 december 2010  | Ron Brandsteder                  | Geen sportgast                      |
| 26 december 2010  | Tosca Niterink en Harmke Pijpers | Khalid Boulahrouz en Lobke Berkhout |

## 2011
| Uitzending        | Mediagast                             | Sportgast                               |
| ----------------- | ------------------------------------- | --------------------------------------- |
| 2 januari 2011    | Erica Terpstra                        | Servais Knaven                          |
| 16 januari 2011   | Jan Tromp                             | Rinus Israël                            |
| 23 januari 2011   | Geen mediagast                        | Richard Krajicek                        |
| 30 januari 2011   | Nico Haasbroek                        | Jeroen Blijlevens                       |
| 6 februari 2011   | Bert van der Veer                     | Mark Huizinga                           |
| 20 februari 2011  | Jos Heymans                           | Bettine Vriesekoop                      |
| 27 februari 2011  | Henk Spaan                            | Ingrid Paul                             |
| 6 maart 2011      | Mariëlle Tweebeeke                    | Arthur Numan                            |
| 20 maart 2011     | Art Rooijakkers                       | Steven Rooks                            |
| 27 maart 2011     | Wilma Nanninga                        | Lex Schoenmaker                         |
| 3 april 2011      | Ruud Hendriks                         | Joop Munsterman                         |
| 10 april 2011     | Cees Grimbergen                       | Marti ten Kate                          |
| 17 april 2011     | Jan Donkers                           | Cees Priem                              |
| 24 april 2011     | Joop Daalmeijer                       | Gertjan Verbeek                         |
| 1 mei 2011        | Ad van Liempt                         | Edith Bosch                             |
| 8 mei 2011        | Philippe Remarque                     | Ronald Koeman                           |
| 15 mei 2011       | Jacques d'Ancona                      | Dick de Boer                            |
| 22 mei 2011       | Nada van Nie                          | Jan Gisbers                             |
| 29 mei 2011       | Paul Rosenmöller                      | René Stam                               |
| 5 juni 2011       | Jan Jaap van der Wal                  | Esther Vergeer                          |
| 12 juni 2011      | Jean-Pierre Geelen                    | Jan Bos                                 |
| 19 juni 2011      | Sander de Kramer                      | Manon Bollegraf                         |
| 26 juni 2011      | Bert Wagendorp                        | Hennie Kuiper                           |
| 3 juli 2011       | Humberto Tan                          | Léon van Bon                            |
| 10 juli 2011      | Frans Lomans                          | Henk Lubberding                         |
| 17 juli 2011      | Hella van der Wijst                   | Eric Gudde                              |
| 24 juli 2011      | Cathy Spierenburg                     | Tristan Hoffman                         |
| 31 juli 2011      | Henk Krol                             | Maarten van der Weijden                 |
| 7 augustus 2011   | Will Koopman                          | Jacco Eltingh                           |
| 14 augustus 2011  | Paul Römer                            | Mathieu Hermans                         |
| 21 augustus 2011  | Peter Jan Rens                        | Riemer van der Velde                    |
| 28 augustus 2011  | Erland Galjaard                       | Ernest Faber                            |
| 4 september 2011  | Joris Linssen en Sofie van den Enk    | Willem van Hanegem en André Bolhuis     |
| 11 september 2011 | Charles Groenhuijsen en Max Westerman | Geen sportgast                          |
| 25 september 2011 | Tonko Dop                             | Gert Jakobs                             |
| 2 oktober 2011    | Mies Bouwman                          | Henk ten Cate                           |
| 9 oktober 2011    | Rudolph van Veen                      | Gabriëlla Wammes                        |
| 16 oktober 2011   | Frits Spits                           | Aart Vierhouten                         |
| 30 oktober 2011   | Hennie van der Most                   | Marianne Vos                            |
| 6 november 2011   | Joop Atsma                            | Geen sportgast                          |
| 13 november 2011  | Jan Roos                              | Aad de Mos                              |
| 20 november 2011  | Peter ter Velde                       | Regi Blinker                            |
| 27 november 2011  | Ed Nijpels                            | Monique van der Vorst                   |
| 11 december 2011  | Harry de Winter                       | Dirk Scheringa                          |
| 18 december 2012  | Tom Egbers                            | Geen sportgast                          |
| 25 december 2011  | Tomas Ross en Henk van der Meijden    | Kirsten van der Kolk en Hedwiges Maduro |

## 2012
| Uitzending        | Mediagast                       | Sportgast            |
| ----------------- | ------------------------------- | -------------------- |
| 8 januari 2012    | Geen mediagast                  | Joop Alberda         |
| 15 januari 2012   | Ed van Thijn                    | Geert Kuiper         |
| 29 januari 2012   | Christiaan Ruesink              | Falko Zandstra       |
| 5 februari 2012   | Coen Verbraak                   | Kees Ploegsma        |
| 12 februari 2012  | Hans Kraay jr.                  | Hans Kraay sr.       |
| 26 februari 2012  | Frank Lammers                   | Peter Bosz           |
| 4 maart 2012      | Rick Nieman                     | Danny Makkelie       |
| 11 maart 2012     | Margriet van der Linden         | Paulien van Deutekom |
| 18 maart 2012     | Ad Visser                       | Michael van Praag    |
| 1 april 2012      | Derk Bolt                       | Bas van de Goor      |
| 8 april 2012      | René van Dammen                 | Gerben Karstens      |
| 15 april 2012     | Sander van Hoorn                | Alex Pastoor         |
| 22 april 2012     | Owen Schumacher                 | Theo de Rooij        |
| 29 april 2012     | Anita Witzier                   | Carole Thate         |
| 6 mei 2012        | Frits Barend                    | Hans van Breukelen   |
| 13 mei 2012       | Rob van Vuure                   | Dennis van der Geest |
| 20 mei 2012       | Merel Westrik                   | Nico Rienks          |
| 27 mei 2012       | Erik Dijkstra en Frank Evenblij | Martin van Geel      |
| 3 juni 2012       | Arian Buurman                   | Foppe de Haan        |
| 19 augustus 2012  | Ed van Westerloo                | Jacco Verhaeren      |
| 26 augustus 2012  | Maartje van Weegen              | Edwin Benne          |
| 2 september 2012  | Tineke de Nooij                 | Elsemieke Havenga    |
| 9 september 2012  | Pia Dijkstra en Ton Elias       | Johnny Rep           |
| 16 september 2012 | Edwin Evers                     | Marleen Molenaar     |
| 23 september 2012 | Gio Lippens                     | Jan Janssen          |
| 30 september 2012 | Ilja Gort                       | Jacques Brinkman     |
| 7 oktober 2012    | Sandra Schuurhof                | Yvonne van Gennip    |
| 21 oktober 2012   | Diederick Koopal                | Clémence Ross        |
| 4 november 2012   | Frits Sissing                   | Jeroen Straathof     |
| 11 november 2012  | Geen mediagast                  | Tom Okker            |
| 18 november 2012  | Jildou van der Bijl             | Dex Elmont           |
| 25 november 2012  | Henk Hagoort                    | Theo de Jong         |
| 2 december 2012   | Koos Postema                    | Teun de Nooijer      |
| 9 december 2012   | Tijl Beckand                    | Raemon Sluiter       |
| 16 december 2012  | Georgette Schlick               | Geen sportgast       |
| 23 december 2012  | Michael Abspoel                 | Arie Haan            |
| 30 december 2012  | Marc Klein Essink               | Nicolien Sauerbreij  |

## 2013
| Uitzending        | Mediagast                     | Sportgast                  |
| ----------------- | ----------------------------- | -------------------------- |
| 6 januari 2013    | Ferry de Groot                | Sandra Voetelink           |
| 13 januari 2013   | Sandra Voetelink              | Ab Krook                   |
| 20 januari 2013   | Willem van Kooten             | Marcella Mesker            |
| 27 januari 2013   | Johan Nijenhuis               | Ruud Bossen                |
| 3 februari 2013   | Alberto Stegeman              | Arnold Vanderlyde          |
| 10 februari 2013  | Herman van der Velden         | Yuri van Gelder            |
| 17 februari 2013  | Geen mediagast                | Stien Kaiser               |
| 3 maart 2013      | Leontine van den Bos          | Marcel Brands              |
| 10 maart 2013     | Milouska Meulens              | Thomas Bos                 |
| 17 maart 2013     | Jojanneke van den Berge       | Stien Kaiser               |
| 24 maart 2013     | Geen mediagast                | Ben van der Burg           |
| 31 maart 2013     | Goedele Liekens               | Johan Boskamp              |
| 7 april 2013      | Jeroen Latijnhouwers          | Peter Winnen               |
| 14 april 2013     | Barbara van Beukering         | Ruud Geels                 |
| 21 april 2013     | Sjors Fröhlich                | Marleen Veldhuis           |
| 28 april 2013     | Justine Marcella              | Ronald Florijn             |
| 12 mei 2013       | Cornald Maas                  | Robin van Galen            |
| 19 mei 2013       | Aart Zeeman                   | Toon Gerbrands             |
| 26 mei 2013       | Lucille Werner                | Piet Schrijvers            |
| 2 juni 2013       | Arjan Lock                    | Martin Verkerk             |
| 9 juni 2013       | Floortje Dessing              | Deborah Gravenstijn        |
| 16 juni 2013      | Ferry Maat                    | Monique Knol               |
| 23 juni 2013      | Kees Jansma                   | John van Lottum            |
| 30 juni 2013      | Willem Smitt                  | Bart Voskamp               |
| 7 juli 2013       | Paul Sneijder                 | Pieter van den Hoogenband  |
| 14 juli 2013      | Heinze Bakker                 | Arie den Hartog            |
| 21 juli 2013      | Leo Driessen                  | Adrie van der Poel         |
| 28 juli 2013      | Peter van Bruggen             | Sef Vergoossen             |
| 4 augustus 2013   | Thom Roep                     | Wim Rijsbergen             |
| 11 augustus 2013  | Carl Huybrechts               | Ria Stalman                |
| 25 augustus 2013  | Huub Stapel en Jaap Jongbloed | Frans Derks en Harry Lubse |
| 1 september 2013  | Stefan Stasse                 | Jan Reker                  |
| 8 september 2013  | Felix Meurders                | Cor Pot                    |
| 15 september 2013 | Dominique van der Heyde       | Johan Lammerts             |
| 22 september 2013 | Cor Bakker                    | Dwight Lodeweges           |
| 29 september 2013 | Marieke de Vries              | Keetie van Oosten-Hage     |
| 6 oktober 2013    | Marc Bessems                  | Henk Grol                  |
| 13 oktober 2013   | Henny Huisman                 | Danny Hesp                 |
| 20 oktober 2013   | Peter van der Vorst           | Rini van Bracht            |
| 27 oktober 2013   | Hanneke Groenteman            | Jakko Jan Leeuwangh        |
| 3 november 2013   | Helga van Leur                | Dick Jol                   |
| 10 november 2013  | Jochem van Gelder             | Barry Hulshoff             |
| 17 november 2013  | Ewout Genemans                | Jan Everse                 |
| 24 november 2013  | Edwin de Vries                | Richard Schuil             |
| 1 december 2013   | Suzanne Bosman                | Bryan Roy                  |
| 8 december 2013   | Robert Kranenborg             | Sjeng Schalken             |
| 15 december 2013  | Jack van Gelder               | Geen sportgast             |
| 22 december 2013  | Stijn Fens                    | Martin Hersman             |
| 29 december 2013  | Jan Rietman                   | Henk Timmer                |

## 2014
| Uitzending        | Mediagast                                 | Sportgast                  |
| ----------------- | ----------------------------------------- | -------------------------- |
| 5 januari 2014    | Job Gosschalk                             | Michael Boogerd            |
| 12 januari 2014   | Geen mediagast                            | Henk Gemser                |
| 19 januari 2014   | Robert van Brandwijk                      | Earnest Stewart            |
| 26 januari 2014   | Robert Kranenborg                         | Sjeng Schalken             |
| 2 februari 2014   | Jack van Gelder                           | Geen sportgast             |
| 16 februari 2014  | Ivo Niehe                                 | Sjoukje Dijkstra           |
| 23 februari 2014  | Leo Blokhuis                              | Carry Geijssen             |
| 2 maart 2014      | Barbara Barend                            | Carien Kleibeuker          |
| 9 maart 2014      | Martin Ros                                | Ruud Brood                 |
| 16 maart 2014     | Eelco Bosch van Rosenthal                 | Marco Boogers              |
| 23 maart 2014     | Remco van Westerloo                       | Geen sportgast             |
| 30 maart 2014     | Simon de Waal                             | Kevin Blom                 |
| 6 april 2014      | Gerard Cox                                | Henk-Jan Zwolle            |
| 13 april 2014     | Harm Taselaar                             | Dick Schneider             |
| 20 april 2014     | Jaap de Groot                             | Jacques Hanegraaf          |
| 27 april 2014     | Saskia Dekkers                            | Gerard van der Lem         |
| 4 mei 2014        | Sacha de Boer                             | Henk Fraser                |
| 11 mei 2014       | Marga Bult                                | Joop Hiele                 |
| 18 mei 2014       | Elle van Rijn                             | Minke Booij                |
| 25 mei 2014       | Cees den Daas                             | Sander Boschker            |
| 1 juni 2014       | René Mioch                                | Han Berger                 |
| 8 juni 2014       | Laurens Borst                             | Jan Jongbloed              |
| 15 juni 2014      | Ben de Graaf                              | Marc van Hintum            |
| 22 juni 2014      | Joop Niezen                               | Wil Hartog                 |
| 29 juni 2014      | Eddy Zoëy                                 | Hans Westerhof             |
| 6 juli 2014       | Philip Freriks                            | Ronald Waterreus           |
| 13 juli 2014      | Jan de Jong                               | Willy van de Kerkhof       |
| 20 juli 2014      | Lex Muller                                | Geen sportgast             |
| 27 juli 2014      | Bert Huisjes                              | Rob Harmeling              |
| 3 augustus 2014   | Leo van der Goot                          | Pieter Vink                |
| 10 augustus 2014  | Cecile Koekkoek                           | Marcel Meeuwis             |
| 17 augustus 2014  | Shula Rijxman                             | Ria Stalman                |
| 24 augustus 2014  | Luuk Ikink                                | Conny van Bentum           |
| 31 augustus 2014  | Lex Harding en Hans Bouwens               | Geen sportgast             |
| 7 september 2014  | Janny van der Heijden en Bert van Leeuwen | Heinz Stuy en Glenn Helder |
| 14 september 2014 | Max van Weezel                            | Sonny Silooy               |
| 21 september 2014 | Maurice Wijnen                            | Frans Adelaar              |
| 28 september 2014 | Jean van de Velde                         | Leo van Vliet              |
| 5 oktober 2014    | Sjuul Paradijs                            | Cees Vervoorn              |
| 12 oktober 2014   | Diederik Jekel                            | Foeke Booy                 |
| 19 oktober 2014   | Rob van Someren                           | Fred Grim                  |
| 26 oktober 2014   | Dyanne Beekman                            | Geert Kuiper               |
| 2 november 2014   | Jörgen Raymann                            | Loes Geurts                |
| 9 november 2014   | Margriet Brandsma                         | Marinus Dijkhuizen         |
| 16 november 2014  | Thijs Zonneveld                           | Kees van Wonderen          |
| 23 november 2014  | Tim Overdiek                              | Pim Verbeek                |
| 30 november 2014  | Burny Bos                                 | Stanley Menzo              |
| 7 december 2014   | Jeroen Snel                               | Enith Brigitha             |
| 14 december 2014  | Pieter Jan Hagens                         | Robin Haase                |
| 21 december 2014  | Eric van Tijn                             | Bert van Oostveen          |
| 28 december 2014  | Rik van de Westelaken                     | Pieter Huistra             |

## 2015
| Uitzending        | Mediagast                           | Sportgast                           |
| ----------------- | ----------------------------------- | ----------------------------------- |
| 4 januari 2015    | Ria Bremer                          | Femke Heemskerk                     |
| 11 januari 2015   | Geen mediagast                      | Gerard Kemkers                      |
| 18 januari 2015   | Bert Habets                         | Jan de Jonge                        |
| 1 februari 2015   | Fons de Poel                        | Harry Been                          |
| 8 februari 2015   | Lennart van der Meulen              | Jan Lammers                         |
| 15 februari 2015  | Geen mediagast                      | Gerard Dielessen                    |
| 22 februari 2015  | John Jansen van Galen               | Leen Pfrommer                       |
| 1 maart 2015      | Jeroen van Inkel                    | Geen sportgast                      |
| 8 maart 2015      | Michel van Egmond                   | Rob Baan                            |
| 15 maart 2015     | Nicole Buch                         | Graeme Rutjes                       |
| 22 maart 2015     | Maxim Hartman                       | Wim Jonk                            |
| 29 maart 2015     | David Grifhorst                     | Piet de Visser                      |
| 12 april 2015     | Alain de Levita                     | Rini Wagtmans                       |
| 19 april 2015     | Erik de Vogel en Caroline de Bruijn | Stan Valckx                         |
| 26 april 2015     | Kysia Hekster                       | Roger Reijners                      |
| 3 mei 2015        | Jean Mentens                        | Danny Heister                       |
| 10 mei 2015       | Antoin Peeters                      | Maarten Ducrot                      |
| 17 mei 2015       | Paul Groot                          | Harrie Derks                        |
| 24 mei 2015       | Hans van Hemert                     | Clemens Westerhof                   |
| 31 mei 2015       | Martin Gaus                         | Adri Koster                         |
| 7 juni 2015       | Bert Kranenbarg                     | Marc Lammers                        |
| 14 juni 2015      | Hans Eijsvogel                      | Marjolein Eijsvogel                 |
| 21 juni 2015      | Laurens Drillich                    | Gijs van Lennep                     |
| 28 juni 2015      | Toine van Peperstraten              | Mitchell van der Gaag               |
| 5 juli 2015       | Harrie Jansen                       | Geen sportgast                      |
| 12 juli 2015      | Bep van Houdt                       | Joost Broerse                       |
| 19 juli 2015      | Jaap Stalenburg                     | Max Caldas                          |
| 26 juli 2015      | Nico Knapper                        | Johan van der Velde                 |
| 2 augustus 2015   | Piet Paulusma                       | Adri van Tiggelen                   |
| 9 augustus 2015   | Roel Geeraedts                      | Hansje Bunschoten                   |
| 16 augustus 2015  | Rob Trip                            | Bart Veldkamp                       |
| 23 augustus 2015  | Menno Koningsberger                 | Tom van 't Hek                      |
| 30 augustus 2015  | Jan Westerhof                       | Gert Kruys                          |
| 6 september 2015  | John Williams                       | Henk Kraaijenhof en Edwin Zoetebier |
| 13 september 2015 | Arjen Lubach                        | Orlando Engelaar                    |
| 20 september 2015 | San Fu Maltha                       | Jan Smit                            |
| 27 september 2015 | Jette van der Meij                  | Sander Westerveld                   |
| 4 oktober 2015    | Kefah Allush                        | Peter van den Berg                  |
| 11 oktober 2015   | Jan Slagter                         | Theo van Seggelen                   |
| 18 oktober 2015   | Bastiaan Ragas                      | Frans Thijssen                      |
| 25 oktober 2015   | Govert Schilling                    | Ans van Gerwen                      |
| 1 november 2015   | Kees Driehuis                       | Leo Beenhakker                      |
| 8 november 2015   | Rob Fruithof                        | Moniek Kleinsman                    |
| 15 november 2015  | Rob Wijnberg                        | Rob Rensenbrink                     |
| 22 november 2015  | Wouke van Scherrenburg              | Evgeniy Levchenko                   |
| 29 november 2015  | Martine van Os                      | Kim Lammers                         |
| 6 december 2015   | Kees van der Spek                   | Jos Hermens                         |
| 13 december 2015  | Pieter Broertjes                    | Wiljan Vloet                        |
| 20 december 2015  | Nance Coolen                        | Björn Kuipers                       |
| 27 december 2015  | Eelke Lok                           | Jochem Uytdehaage                   |

## 2016
| Uitzending        | Mediagast                | Sportgast                                                    |
| ----------------- | ------------------------ | ------------------------------------------------------------ |
| 3 januari 2016    | Klaas Samplonius         | Jan Keizer                                                   |
| 10 januari 2016   | Frank Snoeks             | Annamarie Thomas                                             |
| 17 januari 2016   | Victor Mids              | Bennie Muller                                                |
| 24 januari 2016   | Baptiest Coopmans        | Monique Velzeboer                                            |
| 31 januari 2016   | Hubert Fermin            | Robert Eenhoorn                                              |
| 21 februari 2016  | Teun van de Keuken       | Joop van Daele                                               |
| 28 februari 2016  | Wilfred Genee            | Bas Verwijlen                                                |
| 6 maart 2016      | Maarten Spanjer          | Gianni Romme                                                 |
| 13 maart 2016     | Antoinnette Scheulderman | Marjan Olyslager                                             |
| 20 maart 2016     | Howard Komproe           | Ton Boot                                                     |
| 27 maart 2016     | Jacobine Geel            | Huub Stevens                                                 |
| 3 april 2016      | Hans Nijenhuis           | Ben Sonnemans                                                |
| 10 april 2016     | Joost Oranje             | Orhan Delibas                                                |
| 17 april 2016     | Martine Sandifort        | Trinko Keen                                                  |
| 24 april 2016     | Harry Vermeegen          | Govert van Brakel (ter ere van zijn 40-jarig omroepjubileum) |
| 1 mei 2016        | Marlayne Sahupala        | Robert Molenaar                                              |
| 8 mei 2016        | Jeroen Wielaert          | Robert Maaskant                                              |
| 15 mei 2016       | Rob Hoogland             | Kees Rijvers en Antje Veld                                   |
| 22 mei 2016       | Hilmar Mulder            | Simon Kistemaker en Yoeri van den Busken                     |
| 29 mei 2016       | Joke Bruijs              | Ulrich van Gobbel                                            |
| 5 juni 2016       | Eddy Poelmann            | Jan Mulder                                                   |
| 28 augustus 2016  | Martin Koolhoven         | Elis Ligtlee                                                 |
| 4 september 2016  | André van Duin           | Eelco Sintnicolaas en Marit Bouwmeester                      |
| 11 september 2016 | Hans Goedkoop            | Kaj Hendriks                                                 |
| 18 september 2016 | Anne-Mar Zwart           | Uschi Freitag                                                |
| 25 september 2016 | Lucio Messercola         | Alfons Groenendijk                                           |
| 2 oktober 2016    | Wierd Duk                | Tom Coronel                                                  |
| 9 oktober 2016    | Vincent Bijlo            | John Metgod                                                  |
| 16 oktober 2016   | Irene de Bel             | Daan Luijkx                                                  |
| 23 oktober 2016   | Joep van Deudekom        | Edo Ophof                                                    |
| 30 oktober 2016   | Johnny de Mol            | Sylvia Karres                                                |
| 6 november 2016   | Norbert ter Hall         | Vera Pauw                                                    |
| 13 november 2016  | Sierd de Vos             | Maarten Tjallingii                                           |
| 20 november 2016  | Hans Knoop               | Stefan Groothuis                                             |
| 27 november 2016  | Daphne Bunskoek          | Henk de Jong                                                 |
| 4 december 2016   | Peter Heerschop          | Marhinde Verkerk                                             |
| 11 december 2016  | Midas Dekkers            | Dorian van Rijsselberghe                                     |
| 18 december 2016  | Ward Wijndelts           | Chiel Warners                                                |
| 25 december 2016  | Jan Douwe Kroeske        | Inge Dekker                                                  |

## 2017
| Uitzending        | Mediagast                            | Sportgast                        |
| ----------------- | ------------------------------------ | -------------------------------- |
| 1 januari 2017    | André van der Toorn                  | Manon Flier en Reinder Nummerdor |
| 8 januari 2017    | Roland Duong                         | Stefan Groothuis                 |
| 15 januari 2017   | Carry Tefsen                         | Ron Berteling                    |
| 22 januari 2017   | Dennis van de Ven                    | Maartje Paumen                   |
| 29 januari 2017   | René Stokvis                         | Gerrit-Jan Konijnenberg          |
| 5 februari 2017   | Cath Luyten                          | Stella Jongmans                  |
| 12 februari 2017  | Frank Volmer                         | Mark Tuitert                     |
| 19 februari 2017  | Peter Römer                          | Anicka van Emden                 |
| 26 februari 2017  | Paul van der Lugt                    | Margje Teeuwen                   |
| 5 maart 2017      | Barbara de Loor                      | Geen sportgast                   |
| 12 maart 2017     | Inge Ipenburg                        | Kees Kist                        |
| 19 maart 2017     | Marlijn Weerdenburg                  | Ed de Goeij                      |
| 26 maart 2017     | Guido den Aantrekker                 | Simon Tahamata                   |
| 2 april 2017      | Angela Groothuizen                   | Merijn Zeeman                    |
| 9 april 2017      | Dick Maas                            | Matthijs Büchli                  |
| 16 april 2017     | Bert van de Kamp                     | Arnold Scholten                  |
| 23 april 2017     | Paul Jansen                          | Marciano Vink                    |
| 30 april 2017     | Joost Vullings                       | Maurice Steijn                   |
| 7 mei 2017        | Leon Willems                         | Geert Meijer                     |
| 14 mei 2017       | Fred Oster                           | Heinz Stuy                       |
| 21 mei 2017       | Hans Hoogendoorn                     | Hennie Kuiper                    |
| 28 mei 2017       | René van Brakel                      | Bobbie Traksel                   |
| 4 juni 2017       | Thijs Boon                           | Daphne Koster                    |
| 11 juni 2017      | Johan Groeneveld                     | Eva de Goede                     |
| 18 juni 2017      | Gijs Wanders                         | Vivian Sevenich                  |
| 25 juni 2017      | Marco Louwerens                      | Jessica Gal                      |
| 2 juli 2017       | Gert van 't Hof                      | Lisa Westerhof                   |
| 9 juli 2017       | Chris Zegers                         | Kenny van Hummel                 |
| 16 juli 2017      | Annette van Trigt                    | Agnes Brunninkhuis               |
| 23 juli 2017      | José Been                            | Ed Engelkes                      |
| 30 juli 2017      | Margo Smit                           | Edith van Dijk                   |
| 6 augustus 2017   | Chris Bajema                         | Jan Willem van Ede               |
| 13 augustus 2017  | Kasper van Kooten                    | Gregory Sedoc                    |
| 20 augustus 2017  | Ajouad el Miloudi                    | Stephan Veen                     |
| 27 augustus 2017  | Gerard Timmer                        | Eric Wilborts                    |
| 3 september 2017  | Eric Smit                            | Annemarie Verstappen             |
| 10 september 2017 | Erik van der Hoff en Sandra Ysbrandy | Nico-Jan Hoogma en Mounir Toub   |
| 17 september 2017 | Jan de Hoop                          | Roy Meyer                        |
| 24 september 2017 | Hans Jaap Melissen                   | Eric Gudde                       |
| 1 oktober 2017    | Annette Barlo                        | Fred Rutten                      |
| 8 oktober 2017    | Floris Kortie                        | John van Loen                    |
| 15 oktober 2017   | Charles den Tex                      | Stanley Brard                    |
| 22 oktober 2017   | Tim Oliehoek                         | Bas Nijhuis                      |
| 29 oktober 2017   | Rik Felderhof                        | Jos Valentijn                    |
| 5 november 2017   | Carel Kuyl                           | Yasemin Smit                     |
| 12 november 2017  | Domien Verschuuren                   | Bibian Mentel                    |
| 19 november 2017  | Mart Smeets                          | Ruben Schaken                    |
| 26 november 2017  | Niek Barendsen                       | Henk Groener                     |
| 3 december 2017   | Luc Enting                           | Joan Haanappel en Thomas Kennes  |
| 10 december 2017  | Peter Brusse                         | Pieter de Waard                  |
| 17 december 2017  | Rob van Vuure                        | Jeffrey Hoogland                 |
| 24 december 2017  | Jeroen van Inkel                     | Geen sportgast                   |
| 31 december 2017  | Peter de Bie en Mieke van der Weij   | Jackie Groenen                   |

## 2018
| Uitzending        | Mediagast                    | Sportgast                          |
| ----------------- | ---------------------------- | ---------------------------------- |
| 7 januari 2018    | Dirk Jan Roeleven            | Margot Boer                        |
| 14 januari 2018   | Tom Kellerhuis               | Gerald Vanenburg                   |
| 21 januari 2018   | Sjoerd Mossou                | Edwin Jongejans                    |
| 28 januari 2018   | Aad van den Heuvel           | Pascal Bosschaart                  |
| 4 februari 2018   | Eppo van Nispen tot Sevenaer | Jetze Plat                         |
| 11 februari 2018  | Erik de Zwart                | Beorn Nijenhuis                    |
| 25 februari 2018  | Daan Nieber                  | Annie Borckink                     |
| 4 maart 2018      | Marco Verhoef                | René Hake                          |
| 11 maart 2018     | Monique van de Ven           | Linda de Vries                     |
| 18 maart 2018     | Victoria Koblenko            | John den Braber                    |
| 25 maart 2018     | Gerard van der Wulp          | Jorien ter Mors                    |
| 1 april 2018      | Ronald Ockhuysen             | Joost Luiten                       |
| 8 april 2018      | Robert de Hoog               | Lambert Schuurs                    |
| 15 april 2018     | Thomas Erdbrink              | Steven Rooks                       |
| 22 april 2018     | Esther Goedegebuure          | Henk Grol                          |
| 29 april 2018     | Jeroen Krabbé                | Arie Haan                          |
| 6 mei 2018        | Özcan Akyol                  | Erik Braal                         |
| 13 mei 2018       | Dick Bakker                  | Dick Jaspers                       |
| 20 mei 2018       | Hans Kazàn                   | Piet den Boer                      |
| 27 mei 2018       | Marwil Straat                | Edward Linskens                    |
| 3 juni 2018       | Angela de Jong               | Peter Mullenberg                   |
| 10 juni 2018      | Toon van Driel               | Jan Jongbloed                      |
| 17 juni 2018      | Herbert Visser               | Nadine Broersen                    |
| 24 juni 2018      | Arno Kantelberg              | Marcel Lucassen                    |
| 1 juli 2018       | Art Rooijakkers              | Annemieke Bes                      |
| 8 juli 2018       | Aart Aarsbergen              | Dylan van Baarle                   |
| 15 juli 2018      | Sander Schimmelpenninck      | Geen sportgast                     |
| 22 juli 2018      | Lodewijk Hoekstra            | Kirsten Wild                       |
| 29 juli 2018      | Tonny Eyk                    | Alexander Brouwer                  |
| 5 augustus 2018   | Leon Verdonschot             | Naomi van As                       |
| 12 augustus 2018  | Jeroen Akkermans             | Richard Plugge                     |
| 19 augustus 2018  | Aimée Kiene                  | Juul Franssen                      |
| 26 augustus 2018  | Ivo de Wijs                  | Klaas Nuninga                      |
| 2 september 2018  | Jeroen Wollaars              | Ferry Weertman                     |
| 9 september 2018  | Fons de Poel                 | Lonneke Slöetjes                   |
| 16 september 2018 | Brecht van Hulten            | Susan Krumins                      |
| 23 september 2018 | Barrie Stevens               | Antoinette de Jong                 |
| 30 september 2018 | Renze Klamer                 | Casimir Schmidt                    |
| 7 oktober 2018    | Martijn van Dam              | Kiki Musampa                       |
| 14 oktober 2018   | Michiel Veenstra             | Kamiel Maase                       |
| 21 oktober 2018   | Henk Spaan                   | Charles Urbanus                    |
| 28 oktober 2018   | Wieteke van Dort             | Frits van Amersfoort               |
| 4 november 2018   | Jan Westerhof                | Laura Smulders en Merel Smulders   |
| 11 november 2018  | Jaap van Deurzen             | Michael van der Mark               |
| 18 november 2018  | Coen Verbraak                | Kimberley Bos                      |
| 25 november 2018  | Erica Terpstra               | Jaap Stockmann                     |
| 2 december 2018   | Arjen Lubach                 | Koos Moerenhout                    |
| 9 december 2018   | Robèrt van Beckhoven         | Olga Assink                        |
| 16 december 2018  | Frank Kramer                 | Sanne Keizer en Madelein Meppelink |
| 23 december 2018  | Humberto Tan                 | Ronald Koeman                      |
| 30 december 2018  | Pauline Broekema             | Geen sportgast                     |

## 2019
| Uitzending        | Mediagast                                                   | Sportgast                                                   |
| ----------------- | ----------------------------------------------------------- | ----------------------------------------------------------- |
| 6 januari 2019    | Rick Romijn en Niels van Baarlen                            | Jan Coopmans                                                |
| 13 januari 2019   | Geen uitzending vanwege EK schaatsen en EK shorttrack       | Geen uitzending vanwege EK schaatsen en EK shorttrack       |
| 20 januari 2019   | Frank Houtappels                                            | Jeroen Otter                                                |
| 27 januari 2019   | Pieter Zwart                                                | Loek van Wely                                               |
| 3 februari 2019   | Paul Römer                                                  | Marino Pusic                                                |
| 10 februari 2019  | Peter Vandermeersch                                         | Jeroen Straathof                                            |
| 17 februari 2019  | Splinter Chabot                                             | Wouter olde Heuvel                                          |
| 24 februari 2019  | Rick Nieman                                                 | Adrie Poldervaart                                           |
| 3 maart 2019      | Michiel Romeyn                                              | Gerard van der Lem                                          |
| 10 maart 2019     | Willem Vissers                                              | Joop Alberda                                                |
| 17 maart 2019     | Amber Brantsen                                              | Jan de Jong                                                 |
| 24 maart 2019     | Toine van Peperstraten                                      | Simon Cziommer                                              |
| 31 maart 2019     | Marcel van Roosmalen, Noortje Veldhuizen en Roelof de Vries | Ernest Faber                                                |
| 7 april 2019      | Peter de Wit                                                | Leo van Vliet                                               |
| 14 april 2019     | Klaas van Kruistum                                          | Lieke Wevers                                                |
| 21 april 2019     | Bastiaan van Dalen                                          | Frank Lammers en Wil Hartog                                 |
| 28 april 2019     | Theo Reitsma                                                | Kira Toussaint                                              |
| 5 mei 2019        | Frank Evenblij                                              | Danny Blind                                                 |
| 12 mei 2019       | Gert-Jaap Hoekman                                           | Toon van Helfteren                                          |
| 19 mei 2019       | Hans van Willigenburg                                       | Teun de Nooijer                                             |
| 26 mei 2019       | Robert ten Brink                                            | Keje Molenaar                                               |
| 2 juni 2019       | Suse van Kleef                                              | Kirsten van de Ven                                          |
| 9 juni 2019       | Nicolette Kluijver                                          | Lois Abbingh                                                |
| 16 juni 2019      | Lucille Werner                                              | Nouchka Fontijn                                             |
| 23 juni 2019      | Sharid Alles                                                | Stef Clement                                                |
| 30 juni 2019      | Saskia Belleman                                             | Arjan van der Laan                                          |
| 7 juli 2019       | Michel Maas                                                 | Andries Jonker                                              |
| 14 juli 2019      | Pim van Galen                                               | Mieke Havik                                                 |
| 21 juli 2019      | Marc Dik                                                    | Erik Dekker                                                 |
| 28 juli 2019      | Gerrit Hiemstra                                             | Jan Ykema                                                   |
| 4 augustus 2019   | Piet Paulusma                                               | Foppe de Haan                                               |
| 11 augustus 2019  | Pieter Jan Hagens                                           | Joyce Sombroek                                              |
| 18 augustus 2019  | Philippe Remarque                                           | Kim Polling                                                 |
| 25 augustus 2019  | Joris Linssen                                               | Carolijn Brouwer                                            |
| 1 september 2019  | Kim-Lian van der Meij                                       | Marit van Eupen                                             |
| 8 september 2019  | Wendy van Dijk                                              | Noël van 't End                                             |
| 15 september 2019 | Leo Blokhuis                                                | Bas van de Goor                                             |
| 22 september 2019 | Dominique van der Heyde                                     | Piet Schrijvers                                             |
| 29 september 2019 | Vincent ter Voert en Vera Driessen                          | Wim Jonk                                                    |
| 6 oktober 2019    | Sjors Fröhlich                                              | Kiran Badloe                                                |
| 13 oktober 2019   | Govert van Brakel                                           | Danny Makkelie                                              |
| 20 oktober 2019   | Kefah Allush                                                | Céline van Gerner                                           |
| 27 oktober 2019   | Gallyon van Vessem                                          | Tim de Cler                                                 |
| 3 november 2019   | Anita Witzier                                               | Laurens ten Dam                                             |
| 10 november 2019  | William Rutten                                              | Piet Keur                                                   |
| 17 november 2019  | Ruud de Wild                                                | Jacco Eltingh                                               |
| 24 november 2019  | Tom Egbers                                                  | Michel Boerebach                                            |
| 1 december 2019   | Haye van der Heyden                                         | Rintje Ritsma                                               |
| 8 december 2019   | Cornald Maas                                                | Gerard Kemkers                                              |
| 15 december 2019  | Geen uitzending vanwege Wereldkampioenschap handbal vrouwen | Geen uitzending vanwege Wereldkampioenschap handbal vrouwen |
| 22 december 2019  | Raoul Heertje                                               | Bart Bennema                                                |
| 29 december 2019  | Margriet Vroomans                                           | Geen sportgast                                              |

## 2020
| Uitzending        | Mediagast                                                  | Sportgast                           |
| ----------------- | ---------------------------------------------------------- | ----------------------------------- |
| 5 januari 2020    | Natasja Froger                                             | Carien Kleibeuker                   |
| 12 januari 2020   | Ron Boszhard                                               | Hedwiges Maduro                     |
| 19 januari 2020   | Tatum Dagelet                                              | Hugo Haak                           |
| 26 januari 2020   | Winfried Baijens                                           | Quincy Owusu-Abeyie                 |
| 2 februari 2020   | Rob van Someren                                            | Richard Krajicek                    |
| 9 februari 2020   | Johnny Kraaijkamp jr.                                      | Adrie Koster                        |
| 16 februari 2020  | Anna Gimbrère                                              | Hein Vergeer                        |
| 23 februari 2020  | Bertie Steur                                               | Sjaak Polak                         |
| 1 maart 2020      | Merel Westrik                                              | Geen sportgast                      |
| 8 maart 2020      | Paul Haenen                                                | Max Huiberts                        |
| 15 maart 2020     | Jeroen Kijk in de Vegte                                    | Michel Mulder                       |
| 22 maart 2020     | Marcel Gelauff                                             | Geen sportgast                      |
| 29 maart 2020     | Geen mediagast                                             | Merijn Zeeman                       |
| 5 april 2020      | Philip Freriks                                             | Sharon van Rouwendaal               |
| 12 april 2020     | Olav Mol                                                   | Robin Haase                         |
| 19 april 2020     | Paul de Leeuw                                              | Sarina Wiegman                      |
| 26 april 2020     | Bert van Leeuwen                                           | Tess Wester                         |
| 3 mei 2020        | Jaap Jongbloed                                             | Jan Lammers                         |
| 10 mei 2020       | Willibrord Frequin                                         | Mike Snoei                          |
| 17 mei 2020       | Paulien Cornelisse                                         | Kika van Es                         |
| 24 mei 2020       | Berend Boudewijn                                           | Ranomi Kromowidjojo                 |
| 31 mei 2020       | Leo van der Goot, Jelte van der Goot en Wytse van der Goot | Wilco Kelderman                     |
| 7 juni 2020       | Roelof Hemmen                                              | Tom Dumoulin                        |
| 14 juni 2020      | Edwin Winkels                                              | Gijs de Jong                        |
| 21 juni 2020      | Peter van Bruggen                                          | Ron Jans                            |
| 28 juni 2020      | Gio Lippens en Sebastiaan Timmerman                        | Louis van Gaal                      |
| 5 juli 2020       | Janine Abbring                                             | Beitske Visser                      |
| 12 juli 2020      | Eugenie Herlaar                                            | Geen sportgast                      |
| 19 juli 2020      | Jeroen Stekelenburg                                        | Anna van der Breggen                |
| 26 juli 2020      | Viola Holt                                                 | Estavana Polman                     |
| 2 augustus 2020   | Hélène Hendriks                                            | Annemiek Bekkering en Annette Duetz |
| 9 augustus 2020   | Diederik Jekel                                             | Roelant Oltmans                     |
| 16 augustus 2020  | Fons van Westerloo                                         | Adri van Tiggelen                   |
| 23 augustus 2020  | Albert Verlinde                                            | Pierre Vermeulen                    |
| 30 augustus 2020  | Ruben Nicolai                                              | Lars Boom                           |
| 6 september 2020  | Mariëlle Tweebeeke                                         | Kenneth Pérez                       |
| 13 september 2020 | Henry Schut                                                | Esther Vergeer                      |
| 20 september 2020 | Kees van der Spek                                          | Mathieu Heijboer                    |
| 27 september 2020 | Dennis Schouten                                            | Glenn Helder                        |
| 4 oktober 2020    | Jan Kooijman                                               | Loes Gunnewijk                      |
| 11 oktober 2020   | Giel Beelen                                                | Frans Hoek                          |
| 18 oktober 2020   | Joram Lürsen                                               | Addy Engels                         |
| 25 oktober 2020   | Peter van der Vorst                                        | Jan-Willem van Schip                |
| 1 november 2020   | Roderick Veelo                                             | Allard Kalff                        |
| 8 november 2020   | Jeroen Pauw                                                | Minke Booij                         |
| 15 november 2020  | Ryanne van Dorst                                           | Ebi Smolarek                        |
| 22 november 2020  | Stef Bos                                                   | Erwin van de Looi                   |
| 29 november 2020  | Ewout Genemans                                             | Gertjan Verbeek                     |
| 6 december 2020   | Dieuwertje Blok                                            | Jacco Verhaeren                     |
| 13 december 2020  | Frans Klein                                                | Wesley Koolhof                      |
| 20 december 2020  | Huub Stapel                                                | Eric Gudde                          |
| 27 december 2020  | Ron Kas                                                    | Geen sportgast                      |

## 2021
| Uitzending       | Mediagast          | Sportgast        | Link            |
| ---------------- | ------------------ | ---------------- | --------------- |
| 3 januari 2021   | Marga van Praag    | Avital Selinger  |                 |
| 10 januari 2021  | Bernard Hammelburg | Gerald Sibon     |                 |
| 17 januari 2021  | Geen uitzending    | Geen uitzending  | Geen uitzending |
| 24 januari 2021  | Mick van Wely      | Jan van Halst    |                 |
| 31 januari 2021  | Hans Laroes        | Roy Makaay       |                 |
| 7 februari 2021  | Stefan Stasse      | Rob Alflen       |                 |
| 14 februari 2021 | Geen uitzending    | Geen uitzending  | Geen uitzending |
| 21 februari 2021 | Marieke Derksen    | Irene Schouten   |                 |
| 28 februari 2021 | Maria Henneman     | Roxane Knetemann |                 |